# يحيى التركي
يحيى التركي اسمه الحقيقي يحيى بن محمود الحجام، ولد عام 1903 بإستانبول وتوفي في 1 مارس 1969، فنان تشكيلي ورسام تونسي، لقب بأبي الرسم التونسي.

## نشأته
أمه تركية الأصل ووالده من أصل جربي، تابع تعليمه الابتدائي بفرع المدرسة الصادقية بتونس العاصمة، ثم التحق بليسي كارنو وفي نفس الوقت كان يتابع دروس المدرسة القرآنية، وواصل تعليمه الثانوي بالمعهد العلوي، حيث وقع اكتشاف موهبته وتلقى مبادئ الرسم، غير أنه لم يتم دراسته والتحق بالوظيفة العمومية. وتلقى في الأثناء تكوينا بالمركز الذي سيحمل اسم مدرسة الفنون الجميلة بتونس بداية من عام 1930.

## مشواره الفني
عرف يحيى التركي أولى نجاحاته عام 1923 بمناسبة الصالون التونسي، وأحرز بعد ذلك على منحة مكنته من الدهاب إلى باريس عام 1927 حيث التقى بعدد من الرسامين وشارك في المعرض الاستعماري للفنانين الفرنسيين وفي صالون المستقلين. وعاد إلى تونس عام 1935 وقدم عدة معارض ثم كان من المجموعة التي أسسست مدرسة تونس عام 1949، وقد آلت إليه رئاستها عام 1956 خلفا لبيار بوشارل وقد بقي على رأسها إلى وفاته عام 1969، كما أنه تولى مهمة نائب رئيس الصالون التونسي.

## تكريما له
صدر عام 2003 طابع بريدي يحمل الصورة التي رسمها تحت عنوان «الغسالة».

## وصلة خارجية
لوحات ليحي التركي صدرت تكريما له ضمن طوابع بريدية تونسية:
- لوحة صادرة عام 1980
- لوحة «الكتّاب» صادرة عام 1997
- لوحة «بائع المظلات والمراوح» صادرة عام 1999
- لوحة «بائع الحليب والتمر» صادرة عام 2000
- لوحة «الغسالة» صادرة عام 2003